# Notoraja
Notoraja – rodzaj ryb chrzęstnoszkieletowych z rodziny Arhynchobatidae.

## Rozmieszczenie geograficzne
Do rodzaju należą gatunki występujące w wodach oceanów – Indyjskiego i Spokojnego.

## Morfologia
Długość ciała do 65,7 cm.

## Systematyka
Rodzaj zdefiniował w 1958 roku japoński ichtiolog Reizo Ishiyama w artykule poświęconym badaniom nad rajami występującymi w wodach wokół Japonii opublikowanym w czasopiśmie Journal of the Shimonoseki College of Fisheries. Gatunkiem typowym jest (oryginalne oznaczenie (także monotypowe)) N. tobitukai.

### Etymologia
Notoraja: gr. νοτος notos ‘południe’; łac. raia ‘płaszczka, raja’.

### Podział systematyczny
Do rodzaju należą następujące gatunki:
- Notoraja alisae Séret & Last, 2012
- Notoraja azurea McEachran & Last, 2008
- Notoraja fijiensis Séret & Last, 2012
- Notoraja hesperindica Weigmann, Séret & Stehmann, 2021
- Notoraja hirticauda Last & McEachran, 2006
- Notoraja inusitata Séret & Last, 2012
- Notoraja lira McEachran & Last, 2008
- Notoraja longiventralis Séret & Last, 2012
- Notoraja martinezi Concha, Ebert & Long, 2016
- Notoraja ochroderma McEachran & Last, 1994
- Notoraja sapphira Séret & Last, 2009
- Notoraja sereti White, Last & Mana, 2017
- Notoraja sticta McEachran & Last, 2008
- Notoraja tobitukai (Hiyama, 1940)
- Notoraja yurii Dolganov, 2020